# Nicoclès d'Acriae
Nicoclès d'Acriae (grec ancien : Νικοκλής ο Άκριος) est un athlète grec « triastès » originaire d'Acriae, ayant remporté cinq victoires olympiques.
Nicoclès était le fils de Nikétas.
Lors des 170e et 171e Jeux olympiques, en 100 et 96 av. J.-C., il remporta cinq couronnes olympiques, : probablement le díaulos (double stade, soit environ 384 m), l'hoplitodromos (course en armes sur un double stade) et la course de fond (dolichos) en 100 et le díaulos et une autre course en 96. Il fit le triplé stadion d'une longueur d'un stade, díaulos et hoplitodromos lors des Amphiaraeia d'Oropos (à une date inconnue). Pour cette raison, il est parfois crédité de la victoire au stadion aux 171e Jeux olympiques en 96,, même si Eusèbe de Césarée dans sa liste pour cette date nomme Parméniscos de Corcyre. L'historien du sport antique Mark Golden considère qu'il est « évident qu'il n'a pas remporté le stadion ».
Nicoclès a aussi remporté deux courses à pied lors des Éleuthéries de Larissa.
D'après Pausanias, il est enterré à Acriae entre le gymnase et la muraille du côté du port.

## Sources
- Eusèbe de Césarée, Chronique, Livre I, 70-82. Lire en ligne.
- (en) Mark Golden, Sport in the Ancient World from A to Z, Londres, Routledge, 2004, 184 p. (ISBN 0-415-24881-7).
- (en) David Matz, Greek and Roman Sport : A Dictionnary of Athletes and Events from the Eighth Century B. C. to the Third Century A. D., Jefferson et Londres, McFarland & Company, 1991, 169 p. (ISBN 0-89950-558-9)
- (it) Luigi Moretti, « Olympionikai, i vincitori negli antichi agoni olimpici », Atti della Accademia Nazionale dei Lincei, vol. VIII,‎ 1959, p. 55-199.
- Pausanias, Description de la Grèce [détail des éditions] [lire en ligne] (3, 22, 5).